# Founders Escarpment
Koordinaten: 79° 15′ S, 86° 15′ W
Founders Escarpment ist eine markante Geländestufe am westlichen Rand der Heritage Range, dem südlichen Teil des antarktischen Ellsworthgebirges. Sie erstreckt sich vom Minnesota-Gletscher im Norden in südöstlicher Richtung zum Kopf des Splettstoesser-Gletschers, wo sie in Richtung Südwesten abknickt.
Über die Stufe fließt das ewige Eis aus dem Hochland im Westen in die Täler der Founders Peaks, die unmittelbar östlich liegen. Nördlich des Splettstoesser-Gletschers, am Kopf des Gowan-Gletschers, ragt der 2170 m hohe Cunningham Peak aus der Geländestufe auf. Am südlichen Ende liegen der Zavis Peak und der Unger Peak.
Founders Escarpment wurde von einer geologischen Expedition der University of Minnesota, die das Gebiet im antarktischen Sommer 1963/64 erkundete, in Anlehnung an die Founders Peaks benannt.